# Balhae
Pour les articles homonymes, voir Bohai.
698–926/934
Entités précédentes :
- Koguryŏ

Entités suivantes :
- Royaume de Dongdan (Dynastie Liao)
- Goryeo

Balhae ou Parhae (en coréen : 발해 (hangeul) ou 渤海 (hanja) ; en chinois : 渤海, bóhǎi ; en japonais : 渤海 (Bokkai) ; en russe : Бохай ou Пархэ) est le nom d'un ancien royaume multi-ethnique fondé après la chute du royaume coréen de Goguryeo, ayant existé de 698 à 926.
Après que la capitale et les territoires méridionaux de Goguryeo furent tombés aux mains du royaume de Silla, Dae Jo-yeong, un ancien général du Goguryeo d'origine Mohe, fonda le royaume de Jin ou Chin (振, Zhèn en chinois), qui prit ensuite le nom de Balhae, en unissant les divers éléments d'origine ethnique Mohe et Goguryeo.
Le royaume de Balhae occupait le sud de la Mandchourie, du kraï du Primorie et le nord de la Corée du Nord actuels. Il fut détruit par les Khitans en 926, la plupart de son territoire passant aux mains de la Chine de la dynastie Liao, le reste étant récupéré par le royaume de Goryeo. Le royaume de Balhae fut le dernier état de l'histoire coréenne à tenir un territoire important dans la Mandchourie, c'est pour ce fait, que bien plus tard, encore, les dynasties coréennes continuaient à se considérer comme les successeurs du Koguryŏ et du Balhae.

## Histoire

### Fondation
La plus ancienne mention de Balhae proviennent du Livre des Tang, qui a été compilé entre 941 à 945. La chute de Koguryo en 668, face aux forces de Silla et de la dynastie Tang, a permis aux Tang d'annexer une grande partie de la Mandchourie occidentale, et à Silla d'unifier la péninsule coréenne au sud de la rivière Taedong. Le Nouveau Livre des Tang, décrit le fondateur de Balhae comme étant Dae Jo-yeong (大祚荣), un ancien général de Goguryeo, avec comme père Dae Jung-sang, qui contribua fortement à la création du royaume. Le royaume fut proclamé par Dae Jo-yeong après la bataille de Tianmenling, où les Chinois furent vaincus.

### Expansion
Le second roi Mu, qui régna de 719 à 737, se sentant encerclé par la dynastie Tang, Silla et les Mohe de la rivière Amour, attaqua avec succès les Tang avec sa flotte de 732, dans la péninsule du Shandong, avant qu'une entente soit mise en place entre les Tang et Balhae, avec une reprise des tributs envers les Tang. Le Balhae envoya également une mission diplomatique au Japon en 728, pour menacer Silla par le sud-est, tout en maintenant des contacts diplomatiques et commerciaux avec le Japon jusqu'à la fin du royaume de Balhae. Ainsi, Balhae envoya 34 fois des émissaires au Japon et en retour le Japon envoya 13 fois des émissaires au Balhae.
Le troisième roi Mun qui régna de 737 à 793, élargit le territoire de Balhae dans la vallée de l'Amour et vers la péninsule du Liaodong. Durant son règne fut créée une route commerciale avec Silla, appelé Sillado. Mun déplaça la capitale du royaume plusieurs fois, Il établit ainsi, vers 755, Sanggyeong, une capitale permanente, près du lac Jingpo dans le sud d'aujourd'hui de la province de Heilongjiang, ce qui permit temporairement une certaine stabilisation et centralisation des diverses tribus du royaume. Il autorisa également la création du Jujagam (胄子监), l'académie nationale, basée sur le modèle du Guozijian.
La dixième roi, Seon, régna de 818 à 830, en menant des campagnes qui aboutirent à l'absorption de nombreuses tribus Mohe, au Nord, et du royaume de Goguryeo, au Sud-Est, dans la péninsule du Liaodong. Il obligea même le royaume de Silla à construire un mur défensif en 721.

### Chute
Traditionnellement, les historiens pensaient que les conflits ethniques entre les Coréens et les Mohe affaiblirent le royaume. Une étude récente suggère que la chute de Balhae fut due à l'éruption au Xe siècle de Mont Paektu, située au centre du territoire de Balhae. Le mont Paektu a encore, avec le lac du Paradis, l'une des plus grandes caldeira dans le monde. Cette explosion créa d'énormes quantités de cendres volcaniques, ce qui limita l'agriculture et fragilisa l'ensemble de la société.
Finalement, Balhae serait tombé sous les coups des Khitans qui devinrent une puissance émergente dans la région du Liaoxi. Après avoir détruit Balhae en 926, les Khitans mirent en place un gouvernement fantoche en 926, le royaume de Dongdan, sur une large partie des anciens territoires de Balhae, mais qui fut rapidement annexée par le Liao en 936.
Toutefois, à partir de 927, de nombreuses rébellions furent déclenchées, mais seulement trois de ces rébellions réussirent à établir des royaumes: celui du Balhae postérieur, du royaume de Jeong-an, du Royaume de Heung-yo et du royaume de Daewon, si ces royaumes purent temporairement chasser les Khitans, ils furent cependant tous réunis par les Liao.
Si certains aristocrates Balhae allèrent à Liaoyang, le territoire du Balhae resta en majorité de la même population. Une partie de la population (près d'1 million) fuit cependant en direction du Goryeo, menée par le dernier prince héritier Dae Gwang-hyeon (en), après une révolte ratée en 934.
Les Khitans succombèrent à leur tour aux Jurchen, qui fondèrent la dynastie des Jin. Le recensement du XIIIe siècle du Nord de la Chine par les Mongols distinguait encore les Balhaes des autres groupes ethniques tels que les Goryeo, les Khitans et les Jurchens. Cela peut laisser penser que le peuple de Balhae conservait une partie de son identité même après la conquête de leur royaume.

## Société
La population du Balhae était constituée essentiellement de celle du Goguryeo avec donc plusieurs peuples toungouses en Mandchourie, dont les Mohe étaient les plus importants représentants. Les Mohe constituaient cependant un peuple soumis, beaucoup avaient le statut d'esclave, et la majeure partie constituait les basses classes de l'État. Néanmoins, il y eut quelques cas d'ascension sociale parmi les Mohe tels que les adeptes de Geolsa Biu.
Balhae était une société culturellement avancée, elle est décrite par des officiels chinois, comme la "terre florissante de l'Est". Le gouvernement comportait trois chancelleries et six ministères. Si la structure politique du Balhae était fondée sur le modèle chinois, il y avait tout de même quelques différences avec l'administration Tang. Le taenaesang appelé aussi "le grand ministre" était supérieur aux deux autres chancelleries (de la gauche et la droite) et son système de cinq capitales provenait de la structure administrative du Koguryo. Le Balhae, comme le royaume de Silla, envoyait de nombreux étudiants en Chine pour étudier, et pour passer ses examens. La capitale de Sanggyong était organisée à la même manière que Xi'an la capitale des Tang, les secteurs résidentiels étaient situés ainsi de chaque côté du palais qui était entouré d'un mur rectangulaire.
Les origines principales de la culture de Balhae provenait du Koguryo. Des Ondol ont été découverts dans les palais du Balhae, et des statues bouddhistes et les motifs du type de Koguryo ont été trouvés dans les temples de Balhae. Une des sources importantes sur l'art et la culture du Balhae a été la découverte, à la fin du XXe siècle, d'ancienne tombe des monts Longtou, en particulier celui du mausolée de la princesse Jeonghyo.